# Japán az 1994. évi téli olimpiai játékokon
Japán a norvégiai Lillehammerben megrendezett 1994. évi téli olimpiai játékok egyik részt vevő nemzete volt. Az országot az olimpián 11 sportágban 59 sportoló képviselte, akik összesen 5 érmet szereztek.

## Érmesek
| Érem  | Versenyző                                                       | Sportág          | Versenyszám |
| ----- | --------------------------------------------------------------- | ---------------- | ----------- |
| Arany | Kóno Takanori Abe Maszasi Ogivara Kendzsi                       | Északi összetett | Csapat      |
| Ezüst | Kóno Takanori                                                   | Északi összetett | Egyéni      |
| Ezüst | Nisikata Dzsinja Okabe Takanobu Kaszai Noriaki Harada Maszahiko | Síugrás          | Csapat      |
| Bronz | Horii Manabu                                                    | Gyorskorcsolya   | Férfi 500 m |
| Bronz | Jamamoto Hiromi                                                 | Gyorskorcsolya   | Női 5000 m  |

## Alpesisí
Férfi
| Versenyző       | Versenyszám            | 1. futam      | 1. futam      | 2. futam      | 2. futam      | Összesítés | Összesítés |
| Versenyző       | Versenyszám            | Idő           | Hely.         | Idő           | Hely.         | Idő        | Helyezés   |
| --------------- | ---------------------- | ------------- | ------------- | ------------- | ------------- | ---------- | ---------- |
| Kimura Kiminobu | Műlesiklás             | 1:05,26       | 26.           | 1:02,71       | 16.           | 2:07,97    | 18.        |
| Kimura Kiminobu | Óriás-műlesiklás       | 1:31,86       | 29.           | 1:26,64       | 26.           | 2:58,50    | 26.        |
| Kimura Kiminobu | Szuperóriás-műlesiklás |               |               |               |               | 1:36,38    | 33.        |
| Hiraszava Gaku  | Műlesiklás             | nem ért célba | nem ért célba | kiesett       | kiesett       | kiesett    | kiesett    |
| Isioka Takuja   | Műlesiklás             | 1:05,94       | 27.           | 1:04,40       | 19.           | 2:10,34    | 19.        |
| Okabe Tecuja    | Műlesiklás             | 1:03,98       | 22.           | nem ért célba | nem ért célba | kiesett    | kiesett    |

| Versenyző       | Versenyszám | Lesiklás | Lesiklás | Műlesiklás    | Műlesiklás    | Műlesiklás    | Műlesiklás    | Műlesiklás | Műlesiklás | Összesítés | Összesítés |
| Versenyző       | Versenyszám | Lesiklás | Lesiklás | 1. futam      | 1. futam      | 2. futam      | 2. futam      | Össz.      | Össz.      | Összesítés | Összesítés |
| Versenyző       | Versenyszám | Idő      | Hely.    | Idő           | Hely.         | Idő           | Hely.         | Idő        | Hely.      | Idő        | Helyezés   |
| --------------- | ----------- | -------- | -------- | ------------- | ------------- | ------------- | ------------- | ---------- | ---------- | ---------- | ---------- |
| Kimura Kiminobu | Összetett   | 1:41,73  | 38.      | 51,45         | 7.            | nem ért célba | nem ért célba | kiesett    | kiesett    | kiesett    | kiesett    |
| Isioka Takuja   | Összetett   | 1:40,55  | 32.      | nem ért célba | nem ért célba | kiesett       | kiesett       | kiesett    | kiesett    | kiesett    | kiesett    |

Női
| Versenyző    | Versenyszám            | 1. futam | 1. futam | 2. futam | 2. futam | Összesítés | Összesítés |
| Versenyző    | Versenyszám            | Idő      | Hely.    | Idő      | Hely.    | Idő        | Helyezés   |
| ------------ | ---------------------- | -------- | -------- | -------- | -------- | ---------- | ---------- |
| Kavabata Emi | Lesiklás               |          |          |          |          | 1:38,29    | 21.        |
| Kavabata Emi | Szuperóriás-műlesiklás |          |          |          |          | 1:23,90    | 24.        |

| Versenyző    | Versenyszám | Lesiklás | Lesiklás | Műlesiklás | Műlesiklás | Műlesiklás | Műlesiklás | Műlesiklás | Műlesiklás | Összesítés | Összesítés |
| Versenyző    | Versenyszám | Lesiklás | Lesiklás | 1. futam   | 1. futam   | 2. futam   | 2. futam   | Össz.      | Össz.      | Összesítés | Összesítés |
| Versenyző    | Versenyszám | Idő      | Hely.    | Idő        | Hely.      | Idő        | Hely.      | Idő        | Hely.      | Idő        | Helyezés   |
| ------------ | ----------- | -------- | -------- | ---------- | ---------- | ---------- | ---------- | ---------- | ---------- | ---------- | ---------- |
| Kavabata Emi | Összetett   | 1:29,00  | 8.       | 56,50      | 20.        | 52,72      | 19.        | 1:49,22    | 18.        | 3:18,22    | 17.        |

## Biatlon
Férfi
| Versenyző     | Versenyszám  | Lövőhiba    | Időeredmény | Helyezés |
| ------------- | ------------ | ----------- | ----------- | -------- |
| Kodate Miszao | 10 km sprint | 3 (1+2)     | 31:40,2     | 42.      |
| Kodate Miszao | 20 km egyéni | 7 (2+2+0+3) | 1:05:34,6   | 62.      |

Női
| Versenyző           | Versenyszám   | Lövőhiba    | Időeredmény | Helyezés |
| ------------------- | ------------- | ----------- | ----------- | -------- |
| Honda-Mikami Josiko | 7,5 km sprint | 2 (1+1)     | 28:37,3     | 44.      |
| Honda-Mikami Josiko | 15 km egyéni  | 6 (0+4+0+2) | 1:00:00,5   | 54.      |

## Bob
| Versenyző                                                 | Versenyszám | 1. futam | 1. futam | 2. futam | 2. futam | 3. futam | 3. futam | 4. futam | 4. futam | Összesítés | Összesítés |
| Versenyző                                                 | Versenyszám | Idő      | Hely.    | Idő      | Hely.    | Idő      | Hely.    | Idő      | Hely.    | Idő        | Helyezés   |
| --------------------------------------------------------- | ----------- | -------- | -------- | -------- | -------- | -------- | -------- | -------- | -------- | ---------- | ---------- |
| Vakita Tosio Óhori Takasi                                 | Kettes      | 53,43    | 20.      | 53,51    | 16.      | 53,47    | 18.**    | 53,69    | 18.      | 3:34,10    | 19.        |
| Takevaki Naomi Szuzuki Hirosi                             | Kettes      | 53,08    | 16.      | 53,72    | 22.*     | 53,47    | 18.**    | 53,73    | 19.      | 3:34,00    | 18.        |
| Takevaki Naomi Ósima Hirojuki Szuzuki Hirosi Óhori Takasi | Négyes      | 52,56    | 21.      | 52,83    | 23.      | 52,55    | 12.*     | 52,73    | 16.      | 3:30,67    | 18.        |

* - egy másik csapattal azonos eredményt ért el

** - két másik csapattal azonos eredményt ért el

## Északi összetett
| Versenyző                                 | Versenyszám | Síugrás | Síugrás | Síugrás    | Sífutás   | Sífutás | Összesítés | Összesítés |
| Versenyző                                 | Versenyszám | Pont    | Hely.   | Időhátrány | Idő       | Hely.   | Idő        | Helyezés   |
| ----------------------------------------- | ----------- | ------- | ------- | ---------- | --------- | ------- | ---------- | ---------- |
| Abe Maszasi                               | Egyéni      | 207,0   | 14.     | +4:26      | 38:55,7   | 4.      | 43:21,7    | 10.        |
| Kogava Dzsunicsi                          | Egyéni      | 220,5   | 8.      | +2:56      | 42:37,8   | 42.     | 45:33,8    | 19.        |
| Kóno Takanori                             | Egyéni      | 239,5   | 4.      | +0:50      | 39:35,4   | 13.     | 40:25,4    |            |
| Ogivara Kendzsi                           | Egyéni      | 231,0   | 6.      | +1:46      | 39:30,7   | 11.     | 41:16,7    | 4.         |
| Kóno Takanori Abe Maszasi Ogivara Kendzsi | Csapat      | 733,5   | 1.      | –          | 1:22:51,8 | 3.      | 1:22:51,8  |            |

## Gyorskorcsolya
Férfi
| Versenyző        | Versenyszám | Eredmény | Helyezés |
| ---------------- | ----------- | -------- | -------- |
| Aojanagi Tóru    | 1500 m      | 1:54,85  | 15.      |
| Aojanagi Tóru    | 5000 m      | 6:59,88  | 24.      |
| Horii Manabu     | 500 m       | 36,53    |          |
| Mijabe Jukinori  | 1000 m      | 1:14,28  | 14.      |
| Mijabe Jukinori  | 1500 m      | 1:55,56  | 21.      |
| Inoue Dzsunicsi  | 500 m       | 36,63    | 6.       |
| Inoue Dzsunicsi  | 1000 m      | 1:13,75  | 8.       |
| Itokava Tosihiko | 1500 m      | 1:56,67  | 27.      |
| Itokava Tosihiko | 5000 m      | 6:49,36  | 6.       |
| Itokava Tosihiko | 10 000 m    | 14:17,00 | 11.      |
| Kuroiva Tosijuki | 1000 m      | 1:13,95  | 11.      |
| Mijabe Jaszunori | 500 m       | 36,72    | 9.       |
| Szató Kazuhiro   | 5000 m      | 6:54,83  | 13.      |
| Szató Kazuhiro   | 10 000 m    | 14:18,44 | 13.      |
| Simizu Hirojaszu | 500 m       | 36,60    | 5.       |
| Simizu Hirojaszu | 1000 m      | 1:15,01  | 19.      |

Női
| Versenyző       | Versenyszám | Eredmény | Helyezés |
| --------------- | ----------- | -------- | -------- |
| Hasimoto Szeiko | 1000 m      | 1:22,31  | 21.      |
| Hasimoto Szeiko | 1500 m      | 2:04,98  | 9.       |
| Hasimoto Szeiko | 3000 m      | 4:21,07  | 6.       |
| Hasimoto Szeiko | 5000 m      | 7:29,79  | 8.       |
| Jamamoto Hiromi | 1500 m      | 2:06,54  | 15.      |
| Jamamoto Hiromi | 3000 m      | 4:22,37  | 7.       |
| Jamamoto Hiromi | 5000 m      | 7:19,68  |          |
| Jamamoto Majumi | 500 m       | 41,20    | 25.      |
| Jamamoto Majumi | 1000 m      | 1:23,15  | 27.      |
| Kuszunosze Siho | 500 m       | 40,94    | 18.      |
| Kuszunosze Siho | 1000 m      | 1:20,37  | 6.       |
| Kuszunosze Siho | 1500 m      | 2:06,20  | 13.      |
| Ogaszavara Miki | 3000 m      | 4:25,27  | 10.      |
| Ogaszavara Miki | 5000 m      | 7:30,47  | 9.       |
| Okazaki Tomomi  | 500 m       | 40,55    | 14.      |
| Simazaki Kjóko  | 500 m       | 40,26    | 10.      |
| Simazaki Kjóko  | 1000 m      | 1:21,96  | 18.      |
| Tabata Maki     | 1500 m      | 2:06,79  | 16.      |

## Műkorcsolya
| Versenyző          | Versenyszám  | Rövid program     | Rövid program | Rövid program | Kűr               | Kűr   | Kűr         | Összesítés         | Összesítés |
| Versenyző          | Versenyszám  | Több. hely. száma | Hely.         | Hely. pont.   | Több. hely. száma | Hely. | Hely. pont. | Helyezési pontszám | Helyezés   |
| ------------------ | ------------ | ----------------- | ------------- | ------------- | ----------------- | ----- | ----------- | ------------------ | ---------- |
| Kagijama Maszakazu | Férfi egyéni | 5×10+             | 11.           | 5,5           | 7×11+             | 11.   | 11,0        | 16,5               | 12.        |
| Oikava Fumihiro    | Férfi egyéni | 6×22+             | 21.*          | 10,5          | 7×22+             | 22.   | 22,0        | 32,5               | 22.        |
| Szató Juka         | Női egyéni   | 6×7+              | 7.            | 3,5           | 7×5+              | 5.    | 5,0         | 8,5                | 5.         |
| Inoue Rena         | Női egyéni   | 5×18+             | 18.           | 9,0           | 7×18+             | 18.   | 18,0        | 27,0               | 18.        |

* - egy másik versenyzővel azonos eredményt ért el

## Rövidpályás gyorskorcsolya
Férfi
| Versenyző                                                   | Versenyszám  | Előfutam | Előfutam | Negyeddöntő | Negyeddöntő | Elődöntő | Elődöntő | B döntő | B döntő | Döntő   | Döntő   | Helyezés |
| Versenyző                                                   | Versenyszám  | Idő      | Hely.    | Idő         | Hely.       | Idő      | Hely.    | Idő     | Hely.   | Idő     | Hely.   | Helyezés |
| ----------------------------------------------------------- | ------------ | -------- | -------- | ----------- | ----------- | -------- | -------- | ------- | ------- | ------- | ------- | -------- |
| Uemacu Dzsun                                                | 500 m        | 44,50    | 2.       | 44,20       | 4.          | kiesett  | kiesett  | kiesett | kiesett | kiesett | kiesett | 15.      |
| Uemacu Dzsun                                                | 1000 m       | 1:32,67  | 3.       | kiesett     | kiesett     | kiesett  | kiesett  | kiesett | kiesett | kiesett | kiesett | 18.      |
| Terao Szatoru                                               | 500 m        | 44,88    | 2.       | 44,27       | 3.          | kiesett  | kiesett  | kiesett | kiesett | kiesett | kiesett | 13.      |
| Terao Szatoru                                               | 1000 m       | 1:31,11  | 1.       | 1:29,64     | 2.          | 1:43,58  | 4.       | 1:33,39 | 2.      |         |         | 4.       |
| Akaszaka Júicsi Isihara Tacujosi Terao Szatoru Uemacu Dzsun | 5000 m váltó |          |          |             |             | 7:15,85  | 3.       | 7:19,11 | 1.      |         |         | 5.       |

Női
| Versenyző    | Versenyszám | Előfutam | Előfutam | Negyeddöntő | Negyeddöntő | Elődöntő | Elődöntő | B döntő | B döntő | Döntő   | Döntő   | Helyezés |
| Versenyző    | Versenyszám | Idő      | Hely.    | Idő         | Hely.       | Idő      | Hely.    | Idő     | Hely.   | Idő     | Hely.   | Helyezés |
| ------------ | ----------- | -------- | -------- | ----------- | ----------- | -------- | -------- | ------- | ------- | ------- | ------- | -------- |
| Cubaki Ajako | 500 m       | 48,49    | 1.       | 47,51       | 3.          | kiesett  | kiesett  | kiesett | kiesett | kiesett | kiesett | 9.       |
| Cubaki Ajako | 1000 m      | 1:39,61  | 1.       | 1:39,12     | 3.          | kiesett  | kiesett  | kiesett | kiesett | kiesett | kiesett | 10.      |

## Síakrobatika
Ugrás
| Versenyző     | Versenyszám | Selejtező | Selejtező | Döntő   | Döntő    |
| Versenyző     | Versenyszám | Pont      | Helyezés  | Pont    | Helyezés |
| ------------- | ----------- | --------- | --------- | ------- | -------- |
| Macsii Hirosi | Férfi       | 153,53    | 20.       | kiesett | kiesett  |

Mogul
| Versenyző   | Versenyszám | Selejtező | Selejtező | Döntő   | Döntő    |
| Versenyző   | Versenyszám | Pont      | Helyezés  | Pont    | Helyezés |
| ----------- | ----------- | --------- | --------- | ------- | -------- |
| Miura Gota  | Férfi       | 20,15     | 27.       | kiesett | kiesett  |
| Szatoja Tae | Női         | 23,32     | 10.       | 23,18   | 11.      |

## Sífutás
Férfi
| Versenyző                                                       | Versenyszám         | Eredmény  | Helyezés |
| --------------------------------------------------------------- | ------------------- | --------- | -------- |
| Horigome Micuo                                                  | 10 km               | 26:36,2   | 31.      |
| Horigome Micuo                                                  | 15 km üldözőverseny | 40:47,0   | 27.      |
| Horigome Micuo                                                  | 30 km               | 1:17:49,4 | 19.      |
| Imai Hirojuki                                                   | 10 km               | 26:48,8   | 40.      |
| Imai Hirojuki                                                   | 15 km üldözőverseny | 41:59,8   | 42.      |
| Imai Hirojuki                                                   | 30 km               | 1:18:03,7 | 20.      |
| Imai Hirojuki                                                   | 50 km               | 2:17:55,2 | 28.      |
| Kozu Maszaaki                                                   | 10 km               | 28:20,2   | 72.      |
| Kozu Maszaaki                                                   | 15 km üldözőverseny | 43:30,1   | 54.      |
| Nagahama Kazutosi                                               | 30 km               | 1:22:24,9 | 48.      |
| Nagahama Kazutosi                                               | 50 km               | 2:22:30,2 | 48.      |
| Szaszaki Kazunari                                               | 10 km               | 26:12,1   | 25.      |
| Szaszaki Kazunari                                               | 15 km üldözőverseny | 39:40,5   | 18.      |
| Szaszaki Kazunari                                               | 30 km               | 1:20:52,1 | 39.      |
| Szaszaki Kazunari                                               | 50 km               | 2:16:51,7 | 24.      |
| Imai Hirojuki Nagahama Kazutosi Szaszaki Kazunari Kozu Maszaaki | 4 × 10 km váltó     | 1:49:42,1 | 14.      |

Női
| Versenyző        | Versenyszám         | Eredmény  | Helyezés |
| ---------------- | ------------------- | --------- | -------- |
| Aoki Fumiko      | 5 km                | 15:41,9   | 26.      |
| Aoki Fumiko      | 10 km üldözőverseny | 30:00,4   | 16.      |
| Aoki Fumiko      | 15 km               | 43:01,4   | 11.      |
| Aoki Fumiko      | 30 km               | 1:32:22,3 | 26.      |
| Jokojama Szumiko | 5 km                | 16:30,5   | 50.      |
| Jokojama Szumiko | 10 km üldözőverseny | 32:48,0   | 36.      |
| Jokojama Szumiko | 15 km               | 46:00,4   | 36.      |
| Jokojama Szumiko | 30 km               | 1:37:14,7 | 45.      |

## Síugrás
| Versenyző                                                       | Versenyszám | 1. ugrás | 1. ugrás | 2. ugrás | 2. ugrás | Összesítés | Összesítés |
| Versenyző                                                       | Versenyszám | Pont     | Hely.    | Pont     | Hely.    | Pont       | Helyezés   |
| --------------------------------------------------------------- | ----------- | -------- | -------- | -------- | -------- | ---------- | ---------- |
| Harada Maszahiko                                                | Normálsánc  | 120,5    | 16.      | 5,0      | 56.      | 125,5      | 55.        |
| Harada Maszahiko                                                | Nagysánc    | 121,1    | 4.       | 78,8     | 21.      | 199,9      | 13.        |
| Okabe Takanobu                                                  | Normálsánc  | 125,5    | 9.       | 126,5    | 6.       | 252,0      | 9.         |
| Okabe Takanobu                                                  | Nagysánc    | 110,6    | 10.      | 132,9    | 2.       | 243,5      | 4.         |
| Nisikata Dzsinja                                                | Normálsánc  | 130,0    | 6.       | 123,0    | 11.      | 253,0      | 8.         |
| Nisikata Dzsinja                                                | Nagysánc    | 120,8    | 5.       | 97,5     | 11.      | 218,3      | 8.         |
| Kaszai Noriaki                                                  | Normálsánc  | 134,5    | 3.       | 124,5    | 9.       | 259,0      | 5.         |
| Kaszai Noriaki                                                  | Nagysánc    | 99,0     | 17.      | 97,1     | 12.      | 196,1      | 14.        |
| Okabe Takanobu Nisikata Dzsinja Kaszai Noriaki Harada Maszahiko | Csapat      | 486,0    | 2.       | 470,9    | 2.       | 956,9      |            |

## Szánkó
| Versenyző                      | Versenyszám | 1. futam | 1. futam | 2. futam | 2. futam | 3. futam | 3. futam | 4. futam | 4. futam | Összesítés | Összesítés |
| Versenyző                      | Versenyszám | Idő      | Hely.    | Idő      | Hely.    | Idő      | Hely.    | Idő      | Hely.    | Idő        | Helyezés   |
| ------------------------------ | ----------- | -------- | -------- | -------- | -------- | -------- | -------- | -------- | -------- | ---------- | ---------- |
| Szaszaki Acusi                 | Férfi egyes | 52,460   | 29.      | 52,661   | 30.      | 52,241   | 27.      | 52,434   | 27.      | 3:29,796   | 28.        |
| Szaszaki Júdzsi                | Férfi egyes | 51,970   | 24.      | 52,279   | 26.      | 52,286   | 28.      | 51,943   | 24.      | 3:28,478   | 25.        |
| Takamacu Kazuhiko              | Férfi egyes | 51,658   | 22.      | 51,471   | 19.      | 51,782   | 23.*     | 52,192   | 25.      | 3:27,103   | 22.        |
| Szaszaki Acusi Szaszaki Júdzsi | Kettes      | 50,782   | 18.      | 49,342   | 15.      |          |          |          |          | 1:40,124   | 18.        |

* - egy másik versenyzővel azonos eredményt ért el